# Ребрін Юрій Костянтинович
Ре́брін Ю́рій Костянти́нович (1 квітня 1933, Калінін, СРСР — 25 липня 2010, Київ, Україна) — радянський і український військовик, учений  у галузі управління оптичним променем у просторі. Доктор технічних наук, професор, начальник кафедри технічних засобів повітряної розвідки Київського вищого військового авіаційного інженерного училища.

### Біографія
Народився 1933 року у Калініні (СРСР) у сім'ї службовця Ребріна Костянтина Аристарховича 1896 р.н. і службовиці Петропавловської Наталії Семенівни, 1898 р.н. До 1941 року проживав у рідному місті. У 1941 році був евакуйований у Саракташ Оренбурзької області. У 1942 році після смерті матері проживав у материної сестри Лупанової (Петропавловської) Катерини Семенівни, 1896 р.н., службовиці. Батько загинув на фронті 1945 року.
У 1951 році закінчив 10 класів калінінської чоловічої середньої школи № 6  із золотою медаллю. З 1951 по 1956 рік — слухач Київського вищого інженерно-авіаційного військового училища Військово-Повітряних Сил (КВІАВУ ВПС). У 1952 році присвоєно первинне офіцерське звання молодшого техніка-лейтенанта. По закінченню військового училища отримав спеціальність інженера-електрика. З 1956 по 1965 р. — інженер, старший інженер з автоматики та телемеханіки в авіаційних військових частинах ВМФ. З 1965 по 1966 р. — ад'юнкт КВІАВУ ВПС. Протягом 1966—1973 років — викладач, старший викладач КВІАВУ ВПС. 1967 року захистив кандидатську дисертацію, а у 1969 році присвоєно вчене звання доцент. З 1975 року — начальник кафедри технічних засобів повітряної розвідки КВВАІУ. З 1976 р. — полковник-інженер. З 1982 року — доктор технічних наук професор КВВАІУ, від 1992 по 2000 р. — Київського інституту Військово-Повітряних Сил, а з 2000 р. по 2006 р. — Національного  університету оборони України.
Помер 25 липня 2010 року в Києві. Похований у Києві на Байковому кладовищі, ділянка № 9, ряд 21, тераса 1.

### Наукова діяльність
На кафедрі технічних засобів повітряної розвідки, яку очолював полковник-інженер Ребрін, головний акцент у підготовці інженерів робився на багатозональну аерофотоапаратуру та інфрачервоні системи повітряної розвідки. Наряду із пасивними, досліджувалися «активні» системи повітряної розвідки, у тому числі, лазерні. Майбутні військові офіцери опановували аерофотографію, фотограмметрію, електронні засоби передавання та відтворення зображень, методи оцінки якості зображення, розпізнавання образів, розробку та експлуатацію авіаційних оптико-електронних приладів. Найбільш відомою і цитованою монографією Ребріна Ю. К. є книга «Керування оптичним променем у просторі». Під науковим керівництвом Юрія Ребріна розроблено та досліджено десятки ефективних схем оптичних дефлекторів: оптико-механічних, голографічних, п'єзоелектричних, магнітоелектричних та. акустооптичних. Технічні схеми оптичних дефлекторів, скануючих оптико–електронних систем реалізовані в натурних зразках, на  багато з них отримано авторські свідоцтва про винаходи. 

### Сім'я
- Дружина Ребріна (Іванюта) Доната Степанівна (1935 р.н.), українка — службовець. мав двох дочок: старша Корніяка (Ребріна) Наталія (1956—2006) — інженер і молодша Дем'яненко (Ребріна) Анна (1962 р.ню) — біолог.

### Праці
- Ребрин Ю. К. Управление оптическим лучом в пространстве. — М.: Сов. Радио. 1977. — 335 с.
- Ребрин Ю. К., Сидоров В. И. Оптические дефлекторы. — Киев: Техника. 1988. — 136 с.
- Ребрин Ю. К., Сидоров В. И. Оптико-механические и голографические дефлекторы// Итоги науки и техники. Сер. Радиотехника. — М.:ВИНИТИ. 1992. — 252 с.
- Ребрин Ю.К. Авиационные иконические тепловые системы. К.: КВВАИУ, 1985. — 86 с.
- Ребрин Ю. К., Сидоров В. И. Голографические устройства управления оптическим лучом. — К.: КВВАИУ. 1986. — 124 с.
- Ребрин Ю. К., Сидоров В. И. Пьезоэлектрические многоэлементные устройства управления оптическим лучом. — К.: КВВАИУ. 1987. — 104 с.
- Ребрин Ю.К. Оптико-электронное разведывательное оборудование летательных аппаратов. — К.: КВВАИУ, 1988. — 450 с.
- Ивановский А. А., Моисеев В. Л., Ребрин  Ю.К. Справочник по дешифрированию сложных военных объектов. — К: КВВАИУ. 1989. — 170 с.

### Звання і посади
- доктор технічних наук (1982),
- професор (1982),
- член спеціалізованої вченої ради приладобудівного факультету КПІ,
- заслужений винахідник України

### Нагороди
- медаль «За бойові заслуги» (1978)